# Коми язык
Ко́ми язы́к, или ко́ми-зыря́нский язы́к (самоназвание: коми кыв, диалектные варианты произношения: коми кыл, коми кыы) — язык народа коми. Распространён в Республике Коми, частично — на Кольском полуострове, в Ненецком, Ямало-Ненецком и Ханты-Мансийском автономных округах РФ. Число говорящих — 156 099 чел. (2010, перепись). Небольшие группы носителей представлены также на Украине (4 тыс.) и в Казахстане (1,5 тыс.).
Коми — один из пермских языков (финно-угорская ветвь уральской семьи). Имеет присыктывкарский, нижневычегодский, верхневычегодский, среднесысольский, верхнесысольский, вымский, лузско-летский, ижемский, печорский и удорский диалекты.
Морфологически коми язык относится к агглютинативным языкам.

## Официальный и образовательный статус
Коми язык является (наряду с русским) государственным языком Республики Коми. В соответствии с законом Республики Коми «Об образовании», «во всех имеющих государственную аккредитацию общеобразовательных организациях изучение коми и русского языков как государственных языков Республики Коми является обязательным в соответствии с законодательством».
В 2011 году Министерство образования Коми ввело обязательное изучение коми языка с первого класса. В сентябре 2011 года Конституционным судом республики вынесено решение об обязательности изучения коми языка в школах субъекта федерации — как для коми, так и для некоми учеников. Школы имеют право выбирать программу преподавания коми языка — «как государственный» (2 часа в неделю в начальных классах) и «как родной» (до 5 часов в неделю). На декабрь 2014 года коми язык преподаётся в 97 % школ республики, его изучают 51,4 тысячи детей. Как родной язык коми преподаётся в 77 школах для 4317 учеников.
26 октября 2017 года Министерства образования Республики Коми издало приказ, согласно которому с 1 января 2018-го изучение коми языка в школах Республики Коми стало факультативным, то есть на добровольной основе. Приказ являлся исполнением поручения Владимира Путина, призывающего прекратить принудительное изучения языков, не являющихся родными, включая государственные языки субъектов РФ. В ответ на приказ активисты общественного движения «Коми войтыр» написали открытое письмо Президенту РФ Владимиру Путину и Главе РК Сергею Гапликову:
Изучение государственного языка коми, являющегося залогом существования Республики Коми, не может быть основано на принципе добровольности (как и русского языка как государственного языка Российской Федерации). Обучение государственному языку (в форме как родного, так и государственного) должно быть приоритетной задачей государства.
В Республике Коми осуществляются меры по сохранению традиционных наименований географических объектов. Наименование населённых пунктов, улиц, площадей, дорожные указатели оформляются на коми и русском языках. В случаях, когда объект имеет коми название, оно даётся в существующей орфографии, затем его адаптированный к русскому языку вариант. Если объект имеет традиционно русское название, к нему даётся адаптированный к нормам коми языка вариант. Если объект имеет и коми, и русское название — оба признаются официальными.
Несмотря на то, что в государственных органах республики обязаны предоставлять услуги на коми языке фактически получить их крайне затруднительно, что по законам РФ можно трактовать как дискриминация по языку.

## Диалекты

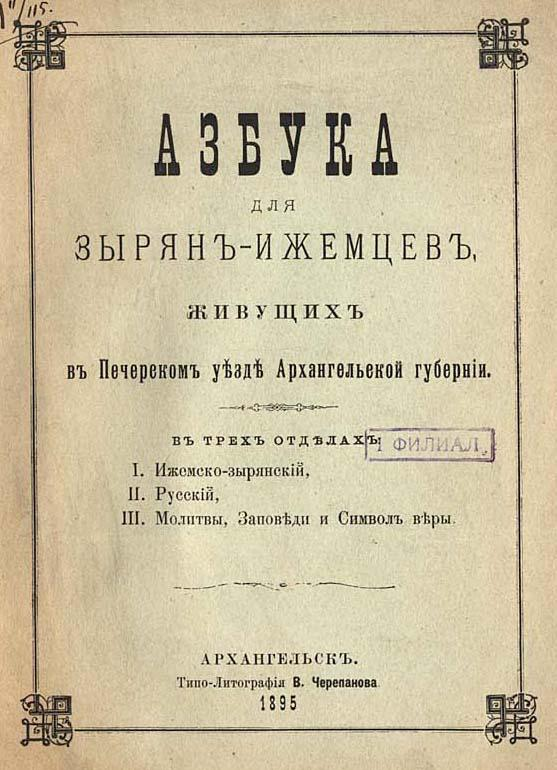
«Азбука для зырян-ижемцев», 1895

Коми язык распадается на 10 диалектов, получивших своё название по территориальному распространению:
- Нижневычегодский — бытует на территории Усть-Вымского и частично Сыктывдинского районов; его границами служат с одной стороны с. Часово (Сыктывдинский район), с другой — с. Межег (Усть-Вымский район)[16].
- Верхневычегодский — занимает бассейн р. Вычегды с притоками. По количеству говорящих на нём является самым крупным диалектом коми-зырянского языка[17].
- Среднесысольский — расположен в среднем течении р. Сысолы от с. Пажга до с. Палауз включительно, говор с. Лозым является переходным между среднесысольским и присыктывкарским диалектами. По мнению Н. А. Коллегова и Г. Г. Бараксанова основные отличительные черты среднесысольского диалекта сложились примерно к концу XVIII века[18].
- Присыктывкарский — распространён в Сыктывкаре и расположенных рядом с ним селениях: по р. Сысола до селения Шошка, по р. Вычегде до деревень Парчег и Красная[19].
- Верхнесысольский — носители преимущественно проживают в верховьях реки Сысолы, в Койгородском районе республики Коми, и в селе Кобра Даровского района Кировской области.
- Удорский — территория распространения удорского диалекта в административном плане соответствует Удорскому району Республики Коми[20]. Как отдельный диалект он был выведлен лингвистами в XVIII веке. Материалы данного диалекта легли в основу первой печатной коми грамматики (1813 г.)[21].
- Ижемский — язык ижемских коми. Базой для ижемского диалекта послужил вымский нуль-эловый диалект[22].
- Вымский — распространён в бассейне реки Вымь и у Синдорского озера в границах Княжпогостского и Усть-Вымского районов[23].
- Печорский — носители указанного диалекта проживают по р. Печоре с её притоками выше д. Медвежская до д. Мамыль[24].
- Лузско-летский — сложился приблизительно в XVII—XVIII вв., распространён в бассейне р. Луза и в верховье р. Летки; в пределах Прилузского района (Верхолузский, Гурьевский, Занульский, Летский, Мутницкий, Ношульский, Объячевский, Прокопьевский, Слудский, Чёрнышский, Читаевский, а также частично Ваймосский, Вухтымский, Лоемский и Спаспорубский сельские советы)[25].

Одной из черт, различающихся по диалектам, является согласная на месте исторического конечнослогового [-l]. На основе этого критерия выделяются:
- эловые диалекты — [l] сохраняется во всех позициях: кылыс «его язык», кыл «язык»; это среднесысольский, верхнесысольский, лузско-летский, печорский диалекты и часть говоров верхневычегодского диалекта;
- вэ-эловые диалекты — [l] в конце слога переходит в [v]: кылыс, кыв; это присыктывкарский (и основанная на нём литературная норма), нижневычегодский, удорский диалекты и часть говоров верхневычегодского диалекта;
- нуль-эловые диалекты — [l] в конце слога переходит в удваивающуюся гласную (предшествующую [l] в слоге) или вовсе исчезает (через ступень [v]): кылыс, кыы или кы; это вымский, ижемский диалекты и часть говоров верхневычегодского диалекта.

В 1918 году за основу литературного языка был принят присыктывкарский диалект, являющий переходным диалектом между нижневычегодским, верхневычегодским и сысольским диалектами. Большой вклад в разработку литературных норм коми языка внёс Г. С. Лыткин (1835—1907).

## Письменность

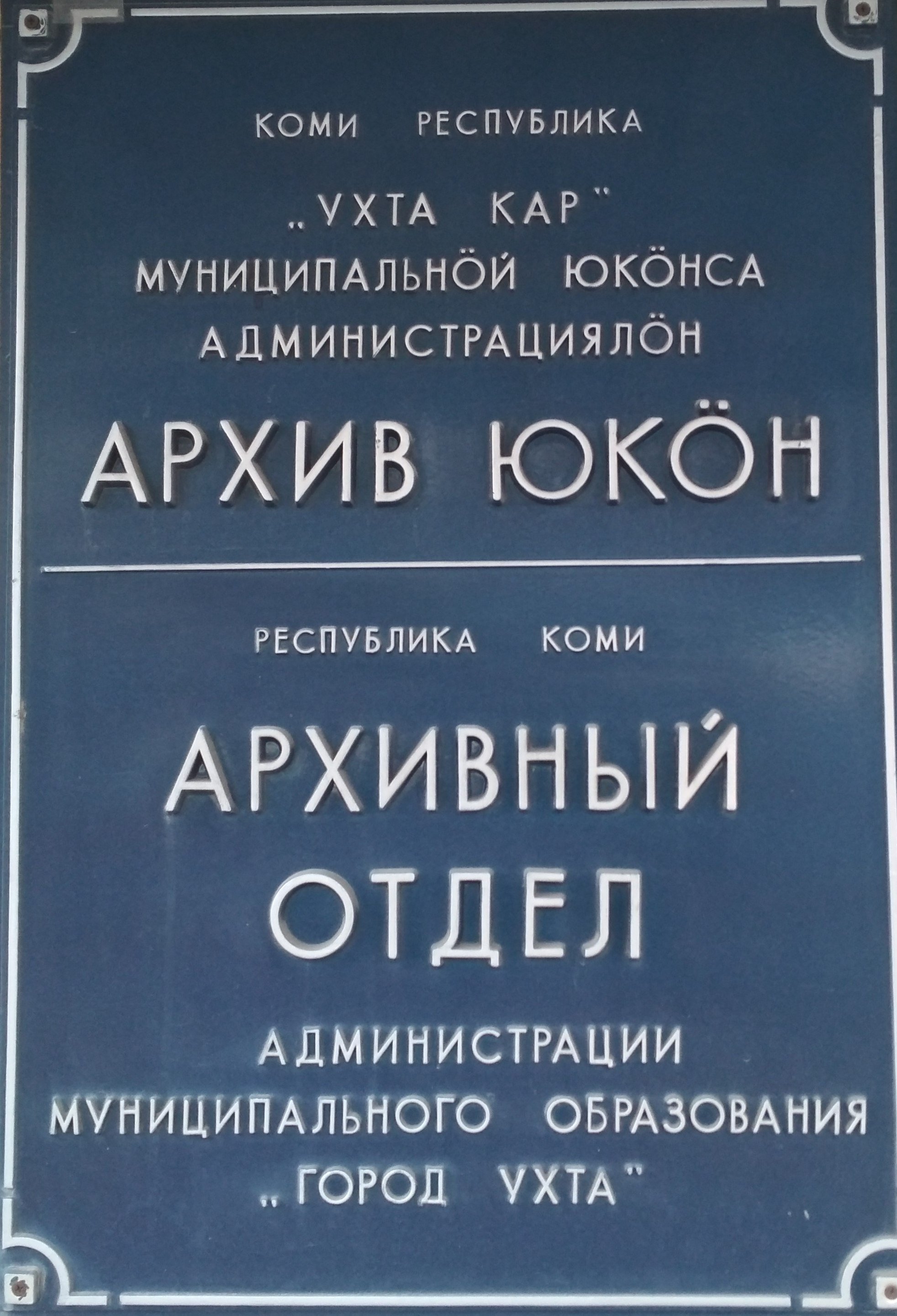
Образец надписи на языке коми (верхняя часть таблички)

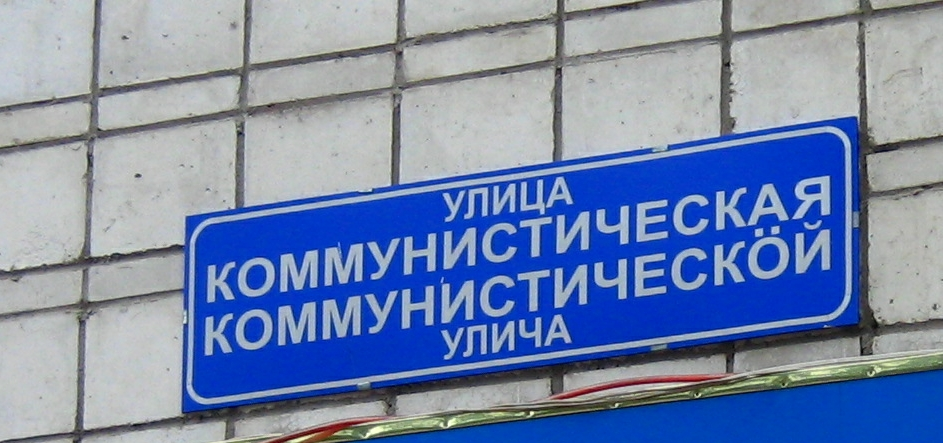
Образец надписи на языке коми (нижняя часть таблички). Снимок сделан в Сыктывкаре, столице Республики Коми

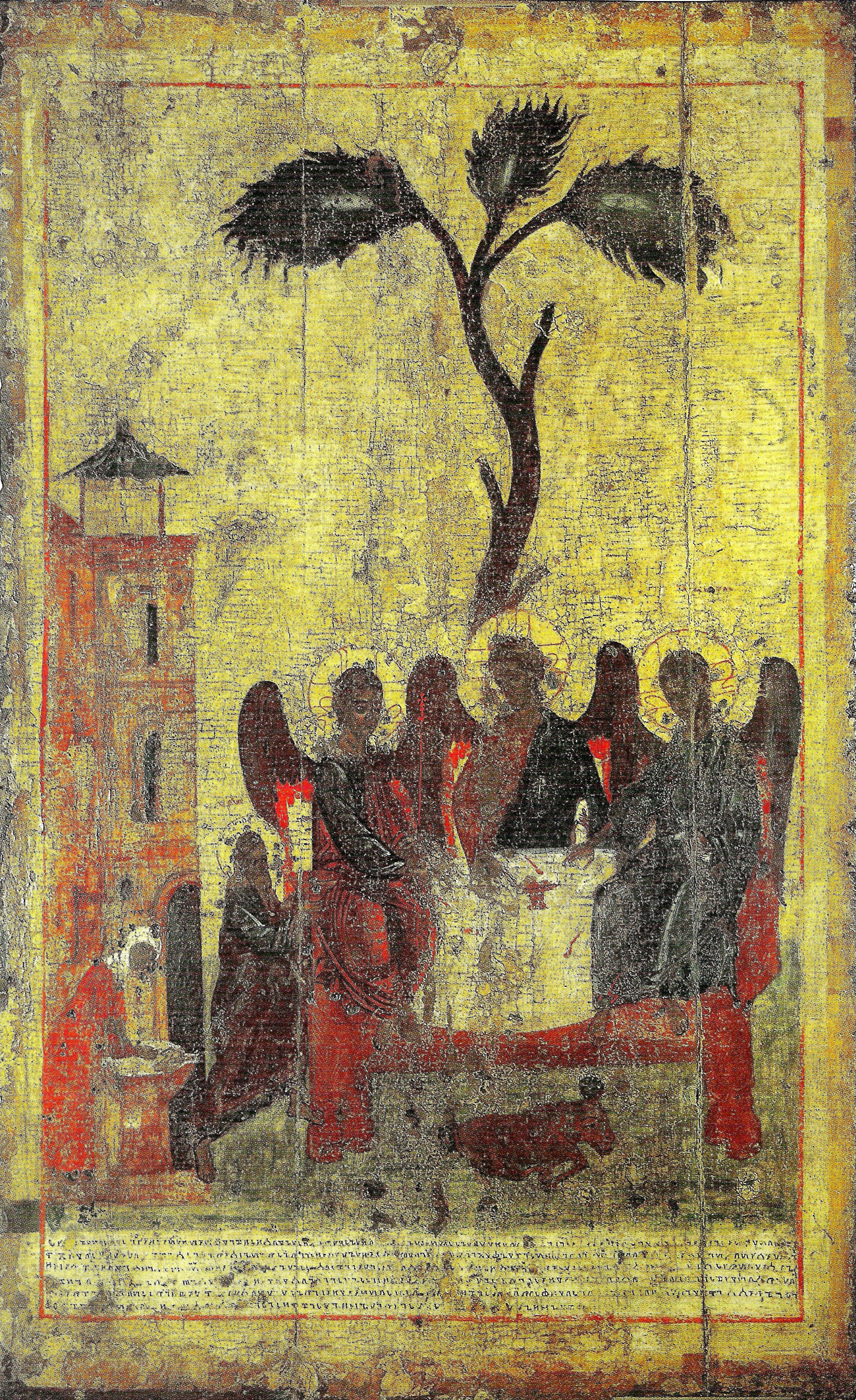
«Святая Троица (Зырянская Троица)», последняя четверть XIV века (после 1379 года), дерево, темпера; ВГИАХМЗ, Вологда

В дохристианскую эпоху коми использовали рунические родовые знаки — пасы, вырезавшиеся на деревянных охотничьих календарях и прялках.
Попытки создания коми письменности на основе пасов, кириллицы и греческого алфавита православным миссионером Стефаном Пермским относятся к XIV веку. Древнейшая сохранившаяся надпись на коми-зырянском языке, сделанная древнепермским письмом, находится на иконе «Зырянская Троица» XIV века, согласно преданию, написанной самим Стефаном.
Древняя коми азбука — анбур — просуществовала до XVII века, затем получила в пределах Московской Руси значение тайнописи.
C XVII века используется письменность на кириллической основе (в 1930—1936 годах писали латиницей). В 1918—1930 и 1936—1938 использовался алфавит Молодцова, содержащий 32 буквы: А/а Б/б В/в Г/г Ԁ/ԁ Ԃ/ԃ Е/е Ж/ж Җ/җ Ԅ/ԅ Ԇ/ԇ І/і Ј/ј К/к Л/л Ԉ/ԉ М/м Н/н Ԋ/ԋ О/о Ӧ/ӧ П/п Р/р С/с Ԍ/ԍ Т/т Ԏ/ԏ У/у Ч/ч Ш/ш Щ/щ Ы/ы. Современный алфавит, введённый в 1938, состоит из 35 букв на основе русского.
Имеются специфические звуки, выражаемые буквами Ӧ (строчная — ӧ, произносится почти как э-оборотное, только «твёрже») и І (строчная — і, «твёрдая и», пишется только после букв д, з, л, н, с, т), а также диграфы дз (оба звука — мягкие) и дж (оба звука — твёрдые). Буквы с и з перед йотированными гласными (е, ё, ю, я), буквой и и мягким знаком произносятся мягко (с — как русское щ, з — как звонкая щ).
- Современный Коми алфавит:

| А а | Б б | В в | Г г | Д д | Е е | Ё ё |
| Ж ж | З з | И и | І і | Й й | К к | Л л |
| М м | Н н | О о | Ӧ ӧ | П п | Р р | С с |
| Т т | У у | Ф ф | Х х | Ц ц | Ч ч | Ш ш |
| Щ щ | Ъ ъ | Ы ы | Ь ь | Э э | Ю ю | Я я |

## История
Об общей истории пермских языков см. Пермские языки#История.
Общий язык коми, по мнению В. И. Лыткина, просуществовал всего одно-два столетия около IX—XI веков. Затем, в результате миграции части племён коми далеко на север, произошло территориальное размежевание древнего народа коми и началось разделение языка на коми-зырянское и коми-пермяцкое наречия, окончательно сложившееся в XIV—XV веках. Коми-язьвинское наречие сохранило уникальную систему вокализма, предположительно более архаичную, чем остальные пермские языки.

## Лингвистическая характеристика
Для вокализма языка коми характерно наличие 7 гласных (в коми-язьвинском их 8 — без ы, но с уникальными для пермских языков гласными ө и ӱ).
Как и в удмуртском, консонантизм представлен 25 согласными.
Характер и место ударения различается по диалектам.
От родственного удмуртского отличается наличием дополнительных падежей (финалис, комитатив и, не во всех диалектах, компаратив), сохранением приставки превосходной степени мед- (медбур — «самый лучший»).
Для лексики коми характерно значительно меньшее тюркское влияние, чем в удмуртском языке.
Для коми-зырянского языка, в отличие от коми-пермяцкого, характерны:
- тенденция ставить ударение на 1-м слоге,
- отсутствие комитатива в падежной системе большинства диалектов,
- отсутствие системы внешнеместных и приблизительно-местных падежей,
- наличие лично-притяжательных суффиксов в инфинитивных формах глагола (см. #Инфинитив),
- отсутствие звательной формы существительных на -ӧй.

### Фонетика и фонология

#### Согласные
|               |             | Губные | Зубные | Постальвеолярные | Палатальные | Заднеязычные |
| ------------- | ----------- | ------ | ------ | ---------------- | ----------- | ------------ |
| Носовые       | Носовые     | m      | n      |                  | ɲ           |              |
| Взрывные      | глухие      | p      | t      |                  | c           | k            |
| Взрывные      | звонкие     | b      | d      |                  | ɟ           | ɡ            |
| Аффрикаты     | глухие      |        |        | t͡ʃ               | t͡ɕ          |              |
| Аффрикаты     | звонкие     |        |        | d͡ʒ               | d͡ʑ          |              |
| Фрикативные   | глухие      |        | s      | ʃ                | ɕ           |              |
| Фрикативные   | звонкие     | v      | z      | ʒ                | ʑ           |              |
| Дрожащие      | Дрожащие    |        | r      |                  |             |              |
| Аппроксиманты | боковые     |        | l      |                  | ʎ           |              |
| Аппроксиманты | центральные |        |        |                  | j           |              |

#### Гласные
|                | Передний ряд | Средний ряд | Задний ряд |
| -------------- | ------------ | ----------- | ---------- |
| Верхний подъём | i            | ɨ           | u          |
| Средний подъём | e            | ə           | o          |
| Нижний подъём  |              | a           |            |

### Морфология

#### Имя существительное
Грамматический род отсутствует.
Множественное число образуется присоединением к корню суффикса -яс: чача-яс — «игрушки», гулю-яс — «голуби». После корня, закачивающегося согласный — посредством -ъ-: лун-ъ-яс- «дни», кымӧр-ъ-яс — «облака».
В языке коми 16 падежей. Именительный падеж окончания не имеет. Падежные окончания следуют за показателем множественного числа и притяжательным суффиксом. При наличии последнего получается лично-притяжательное склонение, имеющее особую форму в некоторых падежах. Нормативная форма (притяжательный суффикс + падеж) в приводимой ниже таблице не отмечается.
| Вопрос                                 | Название падежа            | Окончание | мой   | твой  | его   | наш    | ваш    | их     |
| кто, что?                              | Нимтан, Именительный       | ∅         | ''''' | ''''' | ''''' | '''''  | '''''  | '''''  |
| кого, чей?                             | Асалан, Притяжательный     | -лӧн      | ''''' | ''''' | ''''' | '''''  | '''''  | '''''  |
| от кого, от чего?                      | Босьтан, «Брательный»      | -лысь     | ''''' | ''''' | ''''' | '''''  | '''''  | '''''  |
| кому, чему?                            | Сетан, Дательный           | -лы       | ''''' | ''''' | ''''' | '''''  | '''''  | '''''  |
| кого? (одуш.), на кого, что? (переход) | Керан, Винительный         | -ӧс -сӧ   | -ӧс   | -тӧ   | -сӧ   | -нымӧс | -нытӧ  | -нысӧ  |
| кем, чем? за сколько?                  | Керанторъя, Творительный   | -ӧн       | -нам  | -над  | -нас  | -наным | -наныд | -наныс |
| без кого, чего?                        | Торйӧдан, Лишительный      | -тӧг      | ''''' | ''''' | ''''' | '''''  | '''''  | '''''  |
| с кем, чем?                            | Ӧтвывтан, Совместный       | -кӧд      | ''''' | ''''' | ''''' | '''''  | '''''  | '''''  |
| за кем, чем?                           | Могман, Целевой            | -ла       | ''''' | ''''' | ''''' | '''''  | '''''  | '''''  |
| где, в чём?                            | Ина, Местный               | -ын       | -ам   | -ад   | -ас   | -аным  | -аныд  | -аныс  |
| откуда, из чего?                       | Петан, Исходный            | -ысь      | -сьым | -сьыд | -сьыс | сьыным | сьыныд | сьыныс |
| куда, во что?                          | Пыран, Входительный        | -ӧ        | -ам   | -ад   | -ас   | -аным  | -аныд  | -аныс  |
| по напр. к кому, к чему?               | Матыстчан, Приблизительный | -лань     | ''''' | ''''' | ''''' | '''''  | '''''  | '''''  |
| от кого, от чего?                      | Ылыстчан, Отдалительный    | -сянь     | ''''' | ''''' | ''''' | '''''  | '''''  | '''''  |
| по чему? (двигаться)                   | Вуджан                     | -ӧд       | -ӧдым | -ӧдыд | -ӧдыс | -ӧдным | -ӧдныд | -ӧдныс |
| до кого, чего?                         | Воан, Достигательный       | -ӧдз      | ӧдзым | ӧдзыд | ӧдзыс | ӧдзным | ӧдзныд | ӧдзныс |

#### Местоимения
Личные местоимения:
| Именительный падеж |              |        |     |
| ме                 | я            | ми     | мы  |
| тэ                 | ты           | ті     | вы  |
| сійӧ               | он, она, оно | найӧ   | они |
| Дательный падеж    |              |        |     |
| меным              | мне          | миянлы | нам |
| тэныд              | тебе         | тіянлы | вам |
| сылы               | ему          | налы   | им  |
| Винительный падеж  |              |        |     |
| менӧ               | меня         | миянӧс | нас |
| тэнӧ               | тебя         | тіянӧс | вас |
| сыйӧс              | его          | найӧс  | их  |

Личные местоимения в родительном падеже (с притяжательными суффиксами):
| менам | зонм-ӦЙ | мой, у меня  |
| тэнад | зонм-ЫД | твой, у тебя |
| сылӧн | зонм-ЫС | его, у него  |
| миян  | зон-НЫМ | наш, у них   |
| тіян  | зон-НЫД | ваш, у вас   |
| налӧн | зон-НЫС | их, у них    |

Притяжательность в языке коми выражается с помощью суффиксов. Суффикс сам по себе выражает значение притяжательности, поэтому существительное может употребляться и без притяжательного местоимения.

#### Числительные
Количественные: 
| 0        | 1    | 2        | 3     | 4       | 5       | 6         | 7        | 8           | 9        | 10  |      |         |
| -------- | ---- | -------- | ----- | ------- | ------- | --------- | -------- | ----------- | -------- | --- | ---- | ------- |
| ноль     | ӧтик | кык      | куим  | нёль    | вит     | квайт     | сизим    | кӧкъямыс    | ӧкмыс    | дас |      |         |
| 11       | 20   | 21       | 30    | 40      | 50      | 60        | 70       | 80          | 90       | 100 | 1000 | 1000000 |
| дас ӧтик | кызь | кызь ӧти | комын | нелямын | ветымын | квайтымын | сизимдас | кӧкъямысдас | ӧкмысдас | сё  | сюрс | миллион |

Порядковые: медводдза, мӧд, коймӧд, нёльӧд, витӧд и т. п.

### Лексика
В лексике языка коми имеются индоиранские, иранские, булгарские и славяно-русские заимствования.

## Изучение
Началу изучения коми-зырянского языка было положено ещё в XVIII веке (Г. Ф. Миллер, И. И. Лепёхин, П. С. Паллас и др.), но подлинно научное изучение начинается в XIX веке (А. И. Шёгрен, М. А. Кастрен, Ф. И. Видеман, П. Савваитов, Г. С. Лыткин и др.). В настоящее время специалисты по всем направлениям коми языкознания сосредоточены в Республике Коми (Коми научный центр УрО РАН, Сыктывкарский государственный университет, Коми государственный педагогический институт, Институт усовершенствования учителей); коми язык является предметом исследования в финно-угроведческих центрах как в России, так и за рубежом.

## Периодические издания
- Коми му — республиканская газета.
- Чужан кыв — филологический журнал.
- Войвыв кодзув («Полярная звезда») — (тираж — около 1000) выходит ежемесячно с 1920-х (сначала под названием «Ордым» («Тропа»)).
- Арт («Лад») — материалы идут на коми и русском (тираж — 1000—1500) выходит поквартально с 1996 г.
- Выль туйӧд («По новому пути») — районная газета Удорского района (тираж — около 1000), выходят три раза в неделю.
- Парма гор («Звучание тайги») — районная газета Усть-Куломского района (тираж около — 1000), выходят три раза в неделю.